# Takesure Chinyama
Takesure Chinyama (ur. 30 września 1982 w Seke) – zimbabweński piłkarz, występujący na pozycji napastnika.

## Kariera klubowa
Chinyama piłkarską karierę rozpoczynał w klubie Wankie FC z miasta Hwange. W 2003 roku zadebiutował w barwach tego klubu i w pierwszym sezonie gry zajął z tym klubem 11. miejsce w lidze Zimbabwe, w 2004 roku 9. miejsce oraz wystąpił w przegranym 0:1 z CAPS United finale Pucharu Zimbabwe. W 2005 roku klub Wankie FC, zmienił nazwę na Hwange FC. Chinyama zajął z nim 10. miejsce w lidze. W 2006 roku występował w stołecznym klubie Monomotapa United i zajął z nim 8. miejsce i zdobywając 8 goli w lidze.
Chinyama przebywał na testach w Legii Warszawa, jednak warszawski klub zrezygnował z jego usług. Następnie przez miesiąc był testowany w Dyskobolii Grodzisk Wielkopolski i ostatecznie pod koniec lutego 2007 piłkarz przeszedł do klubu z Grodziska Wielkopolskiego. 3 lipca 2007 przeszedł do Legii Warszawa na rok, z opcją przedłużenia na trzy lata. 29 lipca 2007 zadebiutował w ligowym meczu Legii. W sezonie 2008/2009 wraz z Pawłem Brożkiem zdobył tytuł króla strzelców ekstraklasy strzelając 19 bramek. Później zmagał się z ciężkim urazem kolana, co spowodowało, że strzelał znacznie mniej bramek i znacznie rzadziej występował. W sezonie 2009/2010 zdobył tylko dwie bramki (z Lechią i z Lechem). Po zakończeniu sezonu 2010/11 klub nie zdecydował się przedłużyć kontraktu z zawodnikiem.
W grudniu 2011 podpisał kontrakt z klubem w swoim rodzinnym mieście – Dynamos Harare. W lipcu 2012 podpisał kontrakt z Orlando Pirates. Następnie grał w Platinum Stars FC, Dynamos Harare, FC Platinum i LZS Piotrówka. Po przeprowadzeniu się do Krakowa latem 2023, 12 października 2023, w wieku 41 lat, został zawodnikiem występującego w małopolskiej klasie A klubu Batory Wola Batorska.

## Kariera reprezentacyjna
Chinyama występował w młodzieżowych reprezentacjach Zimbabwe, w 2005 roku zadebiutował w pierwszej reprezentacji. W tym samym roku wystąpił w COSAFA Cup 2005, a w 2006 roku był bliski wyjazdu na Puchar Narodów Afryki 2006, ale ostatecznie nie wszedł do składu.
11 marca 2008 roku wystąpił w powołanej ad hoc reprezentacji obcokrajowców występujących w polskiej ekstraklasie, która pod wodzą Jana Urbana zmierzyła się z reprezentacją Polski w meczu kontrolnym. W 79. minucie tego meczu strzelił trzecią bramkę dla zespołu obcokrajowców.

## Statystyki

### Klubowe
| Klub                             | Sezon              | Ekstraklasa | Ekstraklasa | Puchar Polski | Puchar Polski | Europa | Europa | Suma  | Suma   |
| Klub                             | Sezon              | Mecze       | Bramki      | Mecze         | Bramki        | Mecze  | Bramki | Mecze | Bramki |
| -------------------------------- | ------------------ | ----------- | ----------- | ------------- | ------------- | ------ | ------ | ----- | ------ |
| Dyskobolia Grodzisk Wielkopolski | 2006/2007          | 11          | 3           | 6             | 3             | –      | –      | 17    | 6      |
| Legia Warszawa                   | 2007/2008          | 28          | 15          | 10            | 3             | –      | –      | 38    | 18     |
| Legia Warszawa                   | 2008/2009          | 26          | 19          | 6             | 2             | 3      | 0      | 35    | 21     |
| Legia Warszawa                   | 2009/2010          | 7           | 2           | 0             | 0             | 0      | 0      | 7     | 2      |
| Legia Warszawa                   | 2010/2011          | 11          | 0           | 1             | 0             | 0      | 0      | 12    | 0      |
| Legia Warszawa                   | Ogólnie            | 72          | 36          | 17            | 5             | 3      | 0      | 92    | 41     |
| Ogólnie w karierze               | Ogólnie w karierze | 83          | 39          | 23            | 8             | 3      | 0      | 109   | 47     |

## Sukcesy
Dyskobolia Grodzisk Wielkopolski
- Puchar Polski (1): 2007
- Puchar Ekstraklasy (1): 2007

Legia Warszawa
- Puchar Polski (1): 2008
- Superpuchar Polski (1): 2008
- Król strzelców Ekstraklasy (1): 2009